# 徐琛墓
徐琛墓，位于山东省新泰市羊流镇。是入中华人民共和国山东省省级文物保护单位之一。
1994年，被列入第一批泰安市文物保护单位。2013年，列入第四批山东省文物保护单位，该文物保护单位是一座古墓葬。